# Gábor Ancsin
Gábor Ancsin (* 27. November 1990 in Békéscsaba, Ungarn) ist ein ungarischer Handballspieler, der für Tatabánya KC und die ungarische Männer-Handballnationalmannschaft aufläuft.

## Karriere
Der 2,02 m große und 97 kg schwere rechte Rückraumspieler begann das Handballspiel bei Dunaferr SE, wo er auch ab der Saison 2007/08 seine ersten Profi-Einsätze hatte. Gleichzeitig bekam er ein Zweitspielrecht für Alba Regia KSE. Zur Saison 2009/10 verpflichteten die Rhein-Neckar Löwen den Linkshänder und gaben ihm ein Doppelspielrecht für den deutschen Süd-Zweitligisten TSG Friesenheim, mit dem ihm gleich der Aufstieg in die Handball-Bundesliga gelang. Zur nächsten Saison wurde er an Friesenheim ausgeliehen. Noch vor Ablauf seines Drei-Jahres-Vertrages wechselte er 2011 zum ungarischen Verein Pick Szeged. Im Frühjahr 2013 verlängerte Ancsin seinen Vertrag bis 2015, mit einer Option auf ein weiteres Jahr. 2014 gewann er den EHF Europa Pokal. Ab dem Sommer 2016 stand er bei Telekom Veszprém unter Vertrag. Mit Veszprém gewann er 2017 die ungarische Meisterschaft und den ungarischen Pokal. In der Saison 2018/19 war er an FTC Budapest ausgeliehen. Ab dem Sommer 2019 lief er für Tatabánya KC auf. Im Sommer 2024 kehrte er zu Ferencváros Budapest zurück.
Mit der ungarischen Nationalmannschaft nahm der 173-malige Nationalspieler an der Europameisterschaft 2012 und der Weltmeisterschaft 2013 teil, wo er jeweils Achter wurde. Bei der Europameisterschaft 2014 konnte er erstmals aus dem Schatten des verletzten László Nagy treten. Bei der Weltmeisterschaft 2025 warf er drei Tore in vier Spielen und belegte mit dem Team den 8. Platz.